# Morpho niepelti
Morpho niepelti är en fjärilsart som beskrevs av Johannes Karl Max Röber 1927. Morpho niepelti ingår i släktet Morpho och familjen praktfjärilar. Inga underarter finns listade i Catalogue of Life.